# Episoade Alias (Sezonul 2)
Acest articol conține rezumatul episoadelor, numele regizorului care a realizat episodul, precum și titlul episodului în alte limbi ale sezonului 2 din serialului Alias.
| Nr. | Titlul episodului  | Data originală de difuzare |
| --- | ------------------ | -------------------------- |
| 1   | The Enemy Walks In | 29 septembrie, 2002        |
| 2   | Trust Me           | 6 octombrie, 2002          |
| 3   | Cipher             | 13 octombrie, 2002         |
| 4   | Dead Drop          | 20 octombrie, 2002         |
| 5   | The Indicator      | 3 noiembrie, 2002          |
| 6   | Salvation          | 10 noiembrie, 2002         |
| 7   | The Counteragent   | 17 noiembrie, 2002         |
| 8   | Passage (Partea 1) | 1 decembrie, 2002          |
| 9   | Passage (Partea 2) | 8 decembrie, 2002          |
| 10  | The Abduction      | 15 decembrie, 2002         |
| 11  | A Higher Echelon   | 5 ianuarie, 2003           |
| 12  | The Getaway        | 12 ianuarie, 2003          |
| 13  | Phase One          | 26 ianuarie, 2003          |
| 14  | Double Agent       | 2 februarie, 2003          |
| 15  | A Free Agent       | 9 februarie, 2003          |
| 16  | Firebomb           | 23 februarie, 2003         |
| 17  | A Dark Turn        | 2 martie, 2003             |
| 18  | Truth Takes Time   | 16 martie, 2003            |
| 19  | Endgame            | 30 martie, 2003            |
| 20  | Countdown          | 27 aprilie, 2003           |
| 21  | Second Double      | 4 mai, 2003                |
| 22  | The Telling        | 4 mai, 2003                |

## The Enemy Walks In
Data originală de difuzare: 29 septembrie, 2002
- Regizat de: Ken Olin
- Scris de: J.J. Abrams

Sydney se găsește față în față cu mama ei, ale cărei intenții pentru fiica ei sunt lămurite cu răceală. Între timp Sydney continuă să-l caute pe Vaughn, neștiind dacă este viu sau mort după ce a fost blocat într-o cameră cu apă în Taipei. Viața lui Will este definitiv schimbată, după ce află adevărul despre SD-6 și despre viața lui Sydney ca agent dublu. Dixon trebuie să se hotărască dacă îl va informa sau nu pe Sloane despre activitățile suspecte ale lui Sydney.

### Titluri internaționale
- Germană: Wahrheit braucht Zeit
- Italiană: Entra il nemico
- Franceză: Ennemie intime

## Trust me
Data originală de difuzare: 6 octombrie, 2002
- Regizat de: Craig Zisk
- Scris de: John Eisendrath

Sydney trebuie să decidă dacă gestul de bunăvoință al mamei ei a fost sincer sau o încercare de a o ucide. Will este martorul unei discuții dintre Francie și un bărbat suspect despre planurile de restaurant. Sloane devine un membru cu drepturi depline al Alianței celor Doisprezece. 

### Titluri internaționale
- Germană: Erpressung
- Italiană: Fiducia
- Franceză: Confiance aveugle

## Cipher
Data originală de difuzare: 13 octombrie, 2002
- Regizat de: Dan Attias
- Scris de: Alex Kurtzman, Roberto Orci

Sydney trebuie să-l învingă pe Sark pentru a obține o informație crucială. Între timp, Jack o înfruntă pe Irina pentru prima dată după aproape 20 de ani. Will îl cunoaște în sfârșit pe Vaughn, iar Sloane este chinuit de moartea soției sale. 

### Titluri internaționale
- German: Musik aus dem Eis
- Italian: Cifre
- Franceză: Code secret

## Dead Drop
Data originală de difuzare: 20 octombrie, 2002
- Regizat de: Guy Bee
- Scris de: Jesse Alexander

Numeroasele discuții ale lui Sydney cu mama ei îl fac pe Jack să ia măsuri drastice. Între timp, Will se confruntă cu o femeie misterioasă, care vrea ca acesra să se reapuce de investigația lui despre SD-6.

### Titluri internaționale
- Germană: Bewährungsproben
- Italiană: Bugie
- Franceză: Eaux troubles

## The Indicator
Data originală de difuzare: 3 noiembrie, 2002
- Regizat de: Ken Olin
- Scris de: Jeff Pinkner

Sydney descoperă un secret terifiant când merge într-o misiune pentru a localiza noua generație de arme. Între timp, Michael îl suspectează pe Jack că îi înscenează ceva Irinei pentru a-i fi revocată grațierea. Sloane îi spune lui Jack adevărul despre moartea lui Emily.

### Titluri internaționale
- Germană: Projekt Weihnachten
- Italiană: Il puzzle
- Franceză: Nouvelle génération

## Salvation
Data originală de difuzare: 10 noiembrie, 2002
- Regizat de: Perry Lang
- Scris de: Alex Kurtzman, Roberto Orci

Încrederea lui Sydney în tatăl ei începe să pălească. Între timp, Sydney și Vaughn au putut fi fost expuși la un virus mortal când au fost în Taipei; Sloane, bântuit de moartea lui Emily, începe să se destăinuie. Vaughn îi cere lui Will să-l ajute într-un caz de cercetare. 

### Titluri internaționale
- Germană: Virus
- Italiană: Salvezza
- Franceză: Haute trahison

## The Counteragent
Data originală de difuzare: 17 noiembrie, 2002
- Regizat de: Dan Attias
- Scris de: John Eisendrath

Sydney se străiește să găsească un remediu pentru Vaughn, dar pentru a face rost de antidot, Sydney trebuie să facă o afacere cu Sark care ar putea pune în pericol viața lui Sloane. Între timp, Will continuă cercetarea pentru Vaughn și descoperă câteva neînreguli referitoare la niște teste standardizate de IQ de acum 20 de ani. 

### Titluri internaționale
- Germană: Kollaboration
- Italiană: L'antidoto
- Franceză: Dangereuse alliance

## Passage (Partea 1)
Data originală de difuzare: 11 decembrie, 2002
- Regizat de: Ken Olin
- Scris de: Debra J. Fisher, Erica Messer

Sydney, Jack și Irina trebuie să-și lase deoparte neînțelegerile și să meargă sub acoperire ca o familie iubitoare, pentru a opri șase bombe nucleare dintr-o clădire părăsită din Kashmir. Între timp, Sloane își anunță subalternii de la SD-6 că Sark va lucra cu ei, iar mai târziu este contactat de un grup necunoscut care pretinde că Emily trăiește.

### Titluri internaționale
- Germană: Hafturlaub, Teil 1
- Italiană: Passagio - Parte prima
- Franceză: Double jeu, première partie

## Passage (Partea 2)
Data originală de difuzare: 8 decembrie, 2002
- Regizat de: Ken Olin
- Scris de: Crystal Nix Hines

În timpul misiunii pentru a lua controlul asupra celor șase bombe nucleare, Sydney și Jack descoperă cui îi este cu adevărat loială Irina când aceasta îl întâlnește pe Gerard Cuvee. Între timp, Sloane informează Alianța celor Doisprezece că Emily ar putea fi în viață.

### Titluri internaționale
- Germană: Hafturlaub, Teil 2
- Italiană: Passagio - Parte seconda
- Franceză: Double jeu, deuxième partie

## The Abduction
Data originală de difuzare: 15 decembrie, 2002
- Regizat de: Nelson McCormick
- Scris de: Alex Kurtzman, Roberto Orci

Jack o întâlnește pe șefa departamentului de contrainformații a Alianței, Ariana Kane, care este trimisă să investigheze dispariția lui Emily și să descopere cine îl șantajează pe Sloane. Între timp, Marshall este trimis în prima lui misiune cu Sydney ca partener. Vaughn îl programează pe Will ca să dea un test psihologic la CIA. Francie devine suspicioasă despre comportamentul secretos al lui Sydney și al lui Will. 

### Titluri internaționale
- Germană: Außendienst
- Italiană: Il rapimento
- Franceză: Désigné coupable

## A Higher Echelon
Data originală de difuzare: 5 ianuarie, 2003
- Regizat de: Guy Bee
- Scris de: John Eisendrath

După terminarea misiunii cu Sydney, viața lui Marshall este pusă în mare pericol. Între timp, Ariana Kane îl suspectează pe Jack ca fiind principalul suspect în dispariția soției lui Sloane. Vaughn află despre legătura pe care Jack a avut-o cu uciderea unui agent CIA, Haladki. Sydney se confesează lui Francie despre sentimentele ei pentru un coleg de lucru. 

### Titluri internaționale
- Germană: Echelon
- Italiană: Echelon
- Franceză: Sables mouvants

## The Getaway
Data originală de difuzare: 12 ianuarie, 2003
- Regizat de: Lawrence Trilling
- Scris de: Jeff Pinkner

În timp ce Ariana Kane o caută pe Sydney pentru a-l găsi pe tatăl ei, Jack cere ajutorul Irinei pentru a-l găsi pe cel care îl șantajează pe Sloane. Între timp, Sydney și Vaughn riscă expunerea acoperirii lor la SD-6 când au o cină romantică în timpul unei misiuni în Franța. 

### Titluri internaționale
- Germană: Davongekommen
- Italiană: La fuga
- Franceză: Maître chanteur

## Phase One
Data originală de difuzare: 26 ianuarie, 2003
- Regizat de: Jack Bender
- Scris de: J.J. Abrams

Sydney și Jack se confruntă cu noul director al SD-6, Geiger, care îl înlocuiește pe Sloane, și ale cărui intenții sunt necunoscute. Sydney și Vaughn conduc o echipă în cadrul unui raid asupra SD-6 și distrug definitiv Alianța. 

### Notă
- Geiger este jucat de actorul Rutger Hauer.

### Titluri internaționale
- Germană: Phase Eins
- Italiană: Fase Uno
- Franceză: Phase un

## Double Agent
Data originală de difuzare: 2 februarie, 2003
- Regizat de: Ken Olin
- Scris de: Alex Kurtzman, Roberto Orci

Sydney, Vaughn și Jack trebuie să determine dacă agentul CIA, Lennox este cine pretinde că este, după ce misiunea sub acoperire a acestuia a fost compromisă în Berlin. S-a descoperit că o agenție a construit o mașină capabilă să facă o copie după înfățișarea unui om. În acest caz, există doi agenți Lennox, iar Sydney trebuie să descopere care dintre ei este cel adevărat. Se află că această mașină a mai fost folosită înainte pentru a crea dublura unei alte persoane, necunoscute încă. 

### Titluri internaționale
- Germană: Doppelter Agent
- Italiană: Duplicazione
- Franceză: Trompe l'oeil

## A Free Agent
Data originală de difuzare: 9 februarie, 2003
- Regizat de: Alex Kurtzman
- Scris de: Alex Kurtzman, Roberto Orci

Sydney trebuie să ia o decizie importantă referitoare la viitorul ei la CIA, în timp ce Sloane își continuă căutarea pentru a găsi artefactele lui Rambaldi -împreună cu un om de știință pe care l-a răpit, numit Neil Caplan. Între timp, căsătoria lui Dixon este supusă unui test deoarece el îi spune soției sale adevărul despre locul lui de mună. 

### Notă
- Neil Caplan este jucat de actorul Christian Slater.

### Titluri internaționale
- Germană: Freier Agent
- Italiană: Un agente libero
- Franceză: Électron libre

## Firebomb
Data originală de difuzare: 23 februarie, 2003
- Regizat de: Craig Zisk
- Scris de: John Eisendrath

În acest episod se dezvăluie ce sunt cu adevărat artefactele lui Rambaldi: piesele pentru a construi o bombă refolosibilă din secolul al XV-lea. Sloane este cel care o controlează. Între timp, Vaughn îl imploră pe Dixon să ajute CIA-ul la salvarea lui Sydney; Will este chemat să participe la o ședință crucială la CIA, iar Sydney observă că ceva nu este în regulă cu Francie. 

### Titluri internaționale
- Germană: Höllenfeuer
- Italiană: Bomba di fuoco
- Franceză: Jugement Dernier

## A Dark Turn
Data originală de difuzare: 2 martie, 2003
- Regizat de: Ken Olin
- Scris de: Jesse Alexander

Sydney începe să se întrebe unde îi sunt loialitățile lui Vaughn, când află de la agentul CIA Yeager că Vaughn este investigat. Între timp Irina Derevko și un alt manuscris al lui Rambaldi sunt folosite ca momeală pentru ca Sloane să fie capturat. Sydney află că Vaughn doar o investiga pe Derevko prin propriile lui mijloace, deoarece Agenția se mișca încet și el dorea să o prindă pe Irina cu vreo minciună sau să descopere vreo informație suplimentară. Sydney îi urează bun venit lui Dixon la CIA.

### Titluri internaționale
- Germană: Kehrtwendung
- Italiană: Una svolta nel buio
- Franceză: Talon d'Achille

## Truth Takes Time
Data originală de difuzare: 16 martie, 2003
- Regizat de: Nelson McCormick
- Scris de: J.R. Orci

Sydney se înfruntă cu mama ei -care reușește să fugă-, iar Emily trebuie să se hotărească dacă se află de partea soțului ei sau dacă îl va trăda. 

### Titluri internaționale
- Germană: Bittere Erkenntnis
- Italiană: La verità ha bisogno di tempo
- Franceză: Liens sacrés

## Endgame
Data originală de difuzare: 30 martie, 2003
- Regizat de: Perry Lang
- Scris de: Sean Gerace

Sydney își sfidează tatăl în încercarea de a-l salva pe omul de știință răpit, Neil Caplan, în timp ce Sloane, caută să se răzbune pentru moartea soției lui, ordonând ca soția lui Dixon să fie asasinată. Între timp, Allison, dublura lui Francie îl manipulează pe nebănuitorul Will pentru legăturile sale cu Agenția. 

### Notă
- Neil Caplan este jucat de actorul Christian Slater.

### Titluri internaționale
- Germană: Endspiel
- Italiană: Fine del gioco
- Franceză: Roulette russe

## Countdown
Data originală de difuzare: 27 aprilie, 2003
- Regizat de: Lawrence Trilling
- Scris de: R.P. Gaborno, Jeff Pinkner

Un manuscris al lui Rambaldi prevede că un eveniment apocaliptic referitor la o inimă va avea loc în curânt. Un agent este trimis după un bărbat din Panama pentru a-i fura inima. Durerea lui Dixon îi pune pe Vaughn și pe psihologul Agenției, Dr. Barnett să se întrebe de intențiile sale, din cauză că dorința lui de a se răzbuna pe Sloane se intensifică. Între timp, Sloane are o revelație care îi va schimba viața, de la un călugăr din Nepal; Sydney și Dixon îl urmăresc pe criminalul care a furat inima de la victima sa. 

### Titluri internaționale
- Germană: Countdown
- Italiană: Conto alla rovescia
- Franceză: 48 heures

## Second Double
Data originală de difuzare: 4 mai, 2003
- Regizat de: Ken Olin
- Scris de: Breen Frazier, Crystal Nix Hines

Sydney începe să se întrebe de adevărata identitate a lui Will când el este arestat pentru spionaj, sub suspiciunea de a fi un agent dublu. Între timp, Sark și Irina pun la cale recuperarea inimii Di Regno, iar Sloane îi face lui Jack o propunere de afaceri. 

### Titluri internaționale
- Germană: Zweites Double
- Italiană: Il secondo duplicato
- Franceză: Faux amis

## The Telling
Data originală de difuzare: 4 mai, 2003
- Regizat de: J.J. Abrams
- Scris de: J.J. Abrams

Sydney se confruntă în final cu mama ei, care îi dezvăluie adevărata ei motivație. Sloane, începe să-și execute noul lui plan măreț, iar Will se străduiește să-l găsească pe care l-a înscenat. La sfârșitul episodului, Sydney descoperă că Francie nu este ea cu adevărat, ci o dublură modificată genetic prin Proiectul Helix și o omoară. După ce a fost grav bătută, ea leșină. După ceea ce pare a fi o scurtă perioadă, ea se trezește pe o alee din Hong Kong, dezorientată și confuză. Sydney îl contactează pe Kendall, iar Vaughn este trimis după ea. Ea află că Vaughn s-a căsătorit cu cineva între timp, deoarece a lipsit pentru aproape doi ani, timp în care a fost crezută moartă. 

### Titluri internaționale
- Germană: Il dire
- Italiană: Il dire
- Franceză: Risque maximum